# Tõstamaa herrgård
Tõstamaa herrgård (estniska: Tõstamaa mõis; tyska: Testama) är en herrgård i Tõstamaa i landskapet Pärnumaa i Estland. Huvudbyggnaden stod färdig färdig 1804.  
Från 1921 var herrgården en skola och sedan 2016 ett museum.  
Herrgårdens sista ägare var orientalisten Alexander Wilhelm Staël von Holstein.  